# سوزاکو
سوزاکو (به ژاپنی: 朱雀 スザク Suzaku) نام علمی رقم بر اساس کتاب ساکورای ژاپن
(Cerasus lannesiana 'Shujaku' Koidzumi) نام یک نوع درخت ساکورای باغی است. سوزاکو به معنی ققنوس سرخ است. هر چند انتشار آن از محل کشت اولیه در پشته آراکاوا بوده‌است اما نام سوزاکو از محل کشت آن در سوزاکوی کیوتو گرفته شده‌است.

## ویژگی گل
به علت بلند بودن دمگل روی گل به طرف زمین برمی‌گردد.
- تعداد گلبرگ: ۵–۱۵ عدد
- رنگ: صورتی مایل به قرمز
- قطر گل: ۳٫۸ تا ۴٫۶ سانتیمتر
- زمان گل‌دهی:اواسط ماه آوریل
- محل نمونه:پارک شینجوکو گیوئن در توکیو